# یالتام
یالتام (انگلیسی: YALTAM) واحد ماموریت‌های زیرآبی نیروی دریایی یگان عملیات غواصی نیروی دریایی اسرائیل است. این واحد در ابتدا به عنوان واحد ۷۰۷ در سال ۱۹۶۳ تأسیس شد، اما به شکل فعلی خود در سال ۱۹۸۱ تأسیس شد. ستاد مرکزی واحد یالتام در پایگاه دریایی حیفا قرار دارد.
در سال ۱۹۶۵، منطقه‌ای که قبلاً توسط اسکادران اژدر در پایگاه دریایی حیفا استفاده می‌شد، به واحد ۷۰۷ منتقل شد. ستاد مرکزی، کارگاه، سالن غذاخوری و محل زندگی این واحد همگی در آنجا واقع شده‌اند. از آنجایی که آبگذر آنجا فقط برای شناورهای شایتت ۱۱ مناسب بود، افراد واحد خودشان اسکله‌ای برای به آب انداختن شناورهایشان ساختند.
در طول جنگ فرسایشی، تعداد این واحد افزایش یافت و جوخه‌های آن به طور دائم در مکان‌های دیگر مستقر شدند. جوخه غواصان پایگاه دریایی ایلات، نه غواص داشت که بازرسی از تانکرهای نفت غیرنظامی را نیز انجام می‌دادند. نیروی مشابهی در شرم الشیخ بود. ستاد این واحد در پایگاه دریایی حیفا باقی ماند. پس از جنگ یوم کیپور، بخش بزرگی از این واحد در پایگاه دریایی فنارا، غرب دریاچه‌های تلخ، مستقر شد. یک گروه حدود ده نفره تا زمان تخلیه شبه جزیره سینا به عنوان بخشی از پیمان صلح اسرائیل و مصر در پایگاه دریایی شرم الشیخ بودند.